# Degaña
Degaña es un concejo situado en el extremo suroccidental de Asturias, en el norte de España, así como una parroquia homónima de dicho concejo. Limita al norte con Cangas del Narcea; al sur con Páramo del Sil, Palacios del Sil y Peranzanes, los tres en la vecina provincia de León; al este con Villablino, también en León y por último al oeste con Ibias, formando parte de la zona conocida como Puerta de Asturias. Cuenta con una población de 780 habitantes (INE 2024).

## Toponimia
Aunque el origen del nombre Degaña es incierto, una de las hipótesis que se ha barajado es la proveniencia de la palabra Dec Aniam con un significado de tierra que coloniza un monasterio a cuyo frente se sitúa un "decanum" con mando sobre diez monjes. El nombre del concejo ya aparece documentado en la Edad Media bajo la forma Decanea.

## Geografía

### Orografía
Situado en el límite suroccidental de Asturias se trata de un concejo muy montañoso, con desniveles muy pronunciados y valles de origen glaciar que dejaron circos y morrenas. Su relieve está marcado en el límite septentrional por la sierra de Degaña con los picos de Grallos de 1866 m, Chagonacho de 1870 y Rubio de 1863; el límite meridional está formado por las estribaciones de la cordillera Cantábrica, en la que sus cotas más importantes son el ato de la Moredina de 1859 m, Bóveda de 1923 y la Gubia del Portillón, con 1934; el puerto de Cerredo comunica al concejo por el este con la provincia de León, concretamente con Villablino con el que históricamente ha habido un gran intercambio, en tanto que las comunicaciones con Cangas del Narcea y el resto de Asturias se realizan a través de la sierra del Rañadoiro.
La villa de Degaña, capital del concejo, se encuentra situada a 852 m s. n. m. por lo que se trata de la capital de concejo situada a mayor altitud de Asturias, mientras que Cerredo que es la mayor población se encuentra situado a 1030 m s. n. m. por lo que es uno de los pueblos localizados a mayor altitud de la región y el más poblado entre estos.

### Hidrografía
La red hidrográfica está marcada por el río Ibias aunque buena parte del término municipal es drenado por el río de la Collada, afluente del mismo que desemboca en el Ibias ya fuera del concejo. Los afluentes principales son las Corradas y el Regueirón y los recibe por la margen izquierda, que es la ladera de umbría y por donde recibe la mayoría de los afluentes, no siendo todos ellos permanentes y apareciendo tras los deshielos.
El río nace en el puerto de Cerredo y recorre el concejo en dirección noroeste con una pendiente muy prolongada salvando un desnivel de 600 m en unos 18 km, aunque esta pendiente es mayor en los primeros 8 km donde desciende 400 m en la zona denominada Las Adenas. Posee caudal durante todo el año a lo que contribuyen los suelos de pizarra y cuarcitas facilitando el drenaje, si bien se produce un gran estiaje en el mismo debido al régimen de lluvias casi inexistente en los meses de verano.

## Flora y fauna
Al tratarse de un concejo con una gran altitud no se produce un desarrollo de especies vegetales uniforme en todo el mismo, como si sucede en otras zonas de Asturias, por lo que la diversidad de éstas es menor, además el valle tiene una orientación este-oeste, dando origen a laderas simétricas, una de umbría y otra de solana. Esto conlleva que la duración de la vegetación sea más reducida en la ladera de umbría, por lo que aproximadamente de noviembre a mayo aparece un paisaje poco poblado, característico de las zonas de alta montaña.
Las laderas de solana están pobladas de vegetación autóctona como hayas, robles y acebos, siendo las mayores concentraciones las de robles. En este ecosistema habitan especies como el oso pardo, el corzo y el jabalí y en los ríos abundan las truchas, toda esta riqueza natural ha hecho que el concejo fuera declarado como parque natural de las Fuentes del Narcea, Degaña e Ibias y que su parte noroeste se integre en la Reserva de Muniellos.

## Historia

### De la Prehistoria a la Edad Moderna
Está documentada la existencia de restos tumulares cerca de La Prohida y se encuentran además en el concejo diferentes restos castrenses como Los Castros, el castro minero de Larón y la estela romana de Arnosa, si bien su estado actual de conservación hace difícil su apreciación, al encontrarse completamente cubiertos por vegetación y es discutida la época a la que pertenecen.
Hay poca documentación sobre su época medieval, existiendo algo de documentación sobre el monasterio de Santiago de Degaña del 912, pero su autenticidad está en el entredicho, ya que se cree que es una documentación falsa. En el siglo XIII, el concejo estaba vinculado a las tierras altas del Reino de León tal como queda patente en la Carta Puebla de Laciana de 1270 otorgada por el rey Alfonso X. Las relaciones con este concejo continuaron vigentes hasta la época moderna, siendo muy intensas aún hoy en día.
A partir de 1595 Cerredo y Degaña aparecen juntos como asistentes a las Juntas Generales del Principado, si bien la actual configuración provincial no tuvo lugar hasta la división provincial de 1833 donde el concejo ya aparece como asturiano, aunque unido al de Ibias, en cuyo territorio estuvo incluido durante mucho tiempo.
El coto de Degaña y Cerredo que ocupaban parte de estas tierras pasaron por distintas manos, la familia Quiñones o la familia Queipo de Llano, que tuvieron continuos pleitos con las gentes del lugar por los abusos que fueron cometiendo estos señores feudales, pero el predominio señorial aún seguiría durante muchos años hasta finales del siglo XVIII y principios del XIX.

### Edad Contemporánea

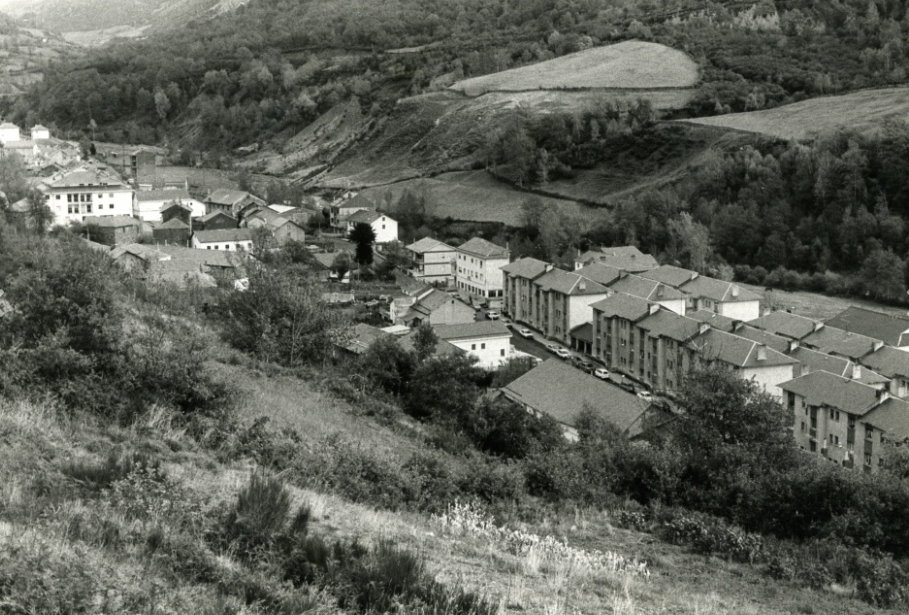
Imagen tomada en los años 80 del de Cerredo, en la que se aprecian las viviendas construidas para alojar a los trabajadores mineros, las "colominas"

En el siglo XIX, se suprimen los señoríos jurisdiccionales de Cerredo y Degaña, integrándose en el concejo de Ibias, no obstante, estas localidades siempre han mantenido una actividad al margen de la organización concejil de Ibias. Esto condujo a que en 1863 se constituyera una demarcación autónoma que incluirá los antiguos cotos ya independientes con el nombre de Degaña, ya que este era el núcleo más importante por aquel entonces.
Fue una zona poblada tradicionalmente por los vaqueiros, hasta que en 1873, como consecuencia de la desamortización de Madoz que permitió al campesinado acceder al pleno dominio, los campesinos de la zona los fueron expulsando de las brañas que alquilaban al Conde de Toreno.
En el siglo XX, durante la Guerra Civil, en Degaña e Ibias triunfa el Frente Popular debido a la influencia de las nuevas actividades mineras, siendo destruida la iglesia de la localidad que fue reconstruida al finalizar la guerra. Después del conflicto armado, su proceso histórico más importante ha sido el desarrollo de los yacimientos hulleros que trajo además cambios urbanísticos destacables, por lo que su capital Degaña que era la principal localidad, pasó a un segundo plano, frente al empuje de Cerredo que siendo un pequeño enclave rural se convirtió en el núcleo más habitado del concejo, que hasta principios del siglo XXI era el más joven de Asturias.
En la actualidad tras el cierre de la mayoría de las minas en la zona, el concejo al igual que la vecina comarca de Laciana, el suroccidente asturiano y toda la zona de las cuencas mineras se encuentra en un proceso de declive poblacional sin freno, habiéndose visto obligado a buscar nuevas fuentes de riqueza en el turismo sostenible y obteniendo ayudas de la Unión Europea para ello.

## Demografía
Degaña cuenta con una población de 780 habitantes (INE 2024).
| Gráfica de evolución demográfica de Degaña entre 1877 y 2021 |
| |
| Población de derecho según los censos de población del INE Población de hecho según los censos de población del INEEn 1877 aparece este municipio porque se segrega del municipio Ibias |

La configuración del relieve ha determinado la ubicación de la población en los valles, que está concentrada en pocos núcleos, aunque este asentamiento humano se ha visto afectado en el siglo XX, por la explotación minera, que supuso un cambio en la nueva distribución de la población. Su población actualmente es de 780 habitantes (INE 2024) y sus principales núcleos de población por número de habitantes son: Cerredo que es la villa más poblada de Degaña, El Rebollar, Tablado y Fondos de Vega. También forma parte del concejo el pueblo de El Corralín, que estuvo abandonado durante años y que en la actualidad cuenta con una única habitante de origen francés.
A pesar de la situación marginal del concejo dentro de la región, su evolución ha sido muy diferente al resto de concejos de la montaña asturiana. Su economía basada en la agricultura tradicional desapareció, debido a la explotación minera que impidió no sólo la emigración de la gente del concejo a otras zonas, sino que trajo al mismo a un pequeño número de personas del exterior, evitando el despoblamiento al que estaría condenado el concejo dado su aislamiento.
Su población permaneció muy estable desde principios del siglo XX hasta comienzos del siglo XXI, cuando llegó incluso a situarse como uno de los más jóvenes de Asturias con un crecimiento vegetativo positivo. No obstante tras el cierre de la mayoría de las explotaciones mineras en los últimos años se ha producido un descenso vertiginoso de la población que emigra hacia Oviedo y Gijón dentro de la región y hacia Madrid y otros lugares más prósperos del país, habiéndose reducido el censo poblacional en torno a un 40 %.

## Comunicaciones

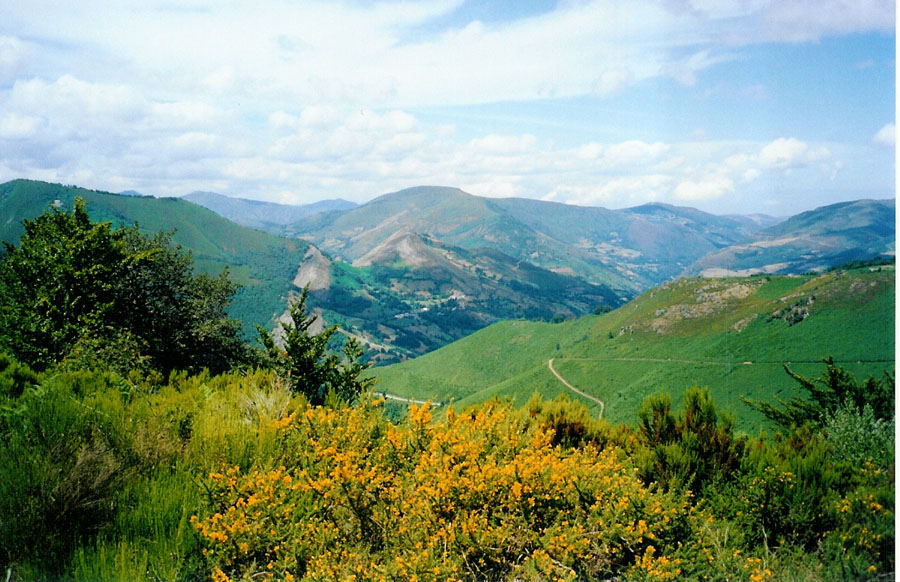
El túnel que atraviesa la sierra del Rañadoiro supuso un gran avance para las comunicaciones de la zona

La principal vía de comunicación es la carretera AS-15, que desde el puerto de Cerredo atraviesa todo el concejo y a través del túnel del Rañadoiro, inaugurado en 2010 permite la comunicación con el centro de la región, evitando el rodeo por el puerto. Desde antes de la finalización del túnel ya está prevista la construcción de una autovía entre Ponferrada y La Espina, donde se uniría a la A-63 y que permitiría vertebrar todo el suroccidente asturiano atravesando el concejo y mejorando sustancialmente las comunicaciones, si bien aún no se han licitado proyectos ni destinado una inversión real a esta obra.
Pese a haber estado unido durante muchos años al vecino concejo de Ibias las comunicaciones con el mismo se hacen a través de la carretera AS-212 que nace del entronque con la AS-15 cerca de la villa de Degaña y lleva hasta Cecos, en un trayecto muy sinuoso, con múltiples curvas de herradura que fue reparado y mejorado en el año 2018 y que convierte los poco más de 27 km que separan la capital del concejo de San Antolín de Ibias en línea recta, en más de 50 km para los que se emplea un mínimo de 1 h y 10 minutos.
En febrero de 2022 el gobierno del Principado de Asturias asumió la gestión, hasta el límite provincial, de una antigua pista minera que une las localidades de Cerredo con Valdeprado en el vecino municipio leonés de Palacios del Sil, mientras que la Junta de Castilla y León hizo lo propio con su tramo en el mes de mayo del mismo año, manifestando ambos gobiernos la necesidad e intención de acondicionar y mejorar esta carretera, contando así con una nueva comunicación más directa entre el suroccidente asturiano y El Bierzo que sería la tercera del concejo con el exterior y que permite acortar el trayecto en más de 30 km. Tras la cesión, dicha carretera ha sido adscrita a la Red de Carreteras del Principado de Asturias, adquiriendo la categoría de carretera comarcal y la denominación de AS-270.

## Economía

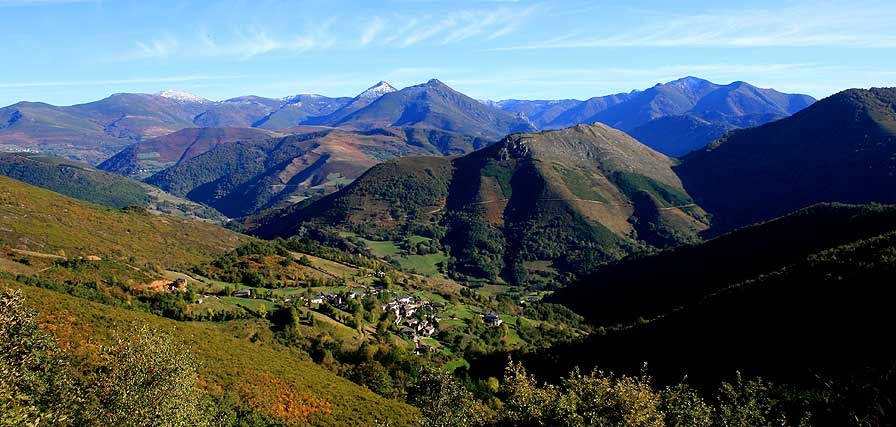
Con la creación del parque natural se ha dado un impulso al turismo en la zona

Como concejo rural y aislado durante la mayor parte de su historia la economía estuvo basada en la agricultura y ganadería de subsistencia, con intercambios comerciales con la zona de Laciana y la existencia en las tierras de vaqueiros que arrendaban los pastos. Tradicionalmente además se daba el arrendamiento de pastizales a la trashumancia procedente del sur con lo que se cubrían los gastos del concejo.
La instalación de la empresa de extracción minera Hullas del Coto Cortés, abrió una nueva etapa en la economía del concejo, transcendiendo incluso su influencia a Villablino ya que toda su producción iba destinada a la central térmica de Anllares, esto tuvo como consecuencia un cambio en la estructura poblacional tanto en la distribución, convirtiendo a Cerredo en la localidad más poblada como en la edad de la población, llegando a situarse hasta el cierre de las explotaciones el concejo de Degaña como uno de los más jóvenes de Asturias.
Actualmente tras el mencionado cierre de las explotaciones se ha buscado potenciar al concejo como destino turístico sostenible, centrado en el turismo rural, aprovechando la existencia del parque natural de las Fuentes del Narcea, Degaña e Ibias y que su parte noroeste se integre en la Reserva de Muniellos y buscando el apoyo de las instituciones para ello.
Degaña es además uno de los concejos asturianos autorizados en el cultivo de la DOP Vino de Cangas, en la actualidad no existe ninguna bodega del concejo adscrita a dicha denominación, estando las viñas que existen dedicadas a la producción para autoconsumo o a la venta fuera de la DOP.

## Administración y política

### Gobierno municipal
Desde 1979 el partido que más tiempo ha gobernado el concejo ha sido el PSOE. El actual alcalde es Oscar Áncares Valín del PSOE obteniendo la mayoría absoluta de los votos.
| Periodo   | Nombre                         | Partido | Partido                                    |
| --------- | ------------------------------ | ------- | ------------------------------------------ |
| 1979-1983 | Benjamín Fernández Cerredo     |         | Federación Socialista Asturiana (FSA-PSOE) |
| 1983-1995 | José María Vega Toimil         |         | Federación Socialista Asturiana (FSA-PSOE) |
| 1995-1997 | José Manuel Fernández Menéndez |         | Izquierda Unida (IU)                       |
| 1997-1999 | Elisa Álvarez Rosón            |         | Federación Socialista Asturiana (FSA-PSOE) |
| 1999-2003 | José Manuel Fernández Menéndez |         | Izquierda Unida (IU)                       |
| 2003-2011 | Jaime Gareth Flórez Barreales  |         | Izquierda Unida (IU)                       |
| 2011-2015 | José Manuel Fernández Menéndez |         | Partido Popular (PP)                       |
| 2015-2018 | José Álvarez Rosón             |         | Federación Socialista Asturiana (FSA-PSOE) |
| 2018-2019 | Araceli Soarez                 |         | Federación Socialista Asturiana (FSA-PSOE) |
| 2019-act. | Oscar Ancares Valín            |         | Federación Socialista Asturiana (FSA-PSOE) |

| Partido político    | Partido político                                                                                | 1979   | 1983   | 1987   | 1991   | 1995   | 1999   | 2003   | 2007   | 2011   | 2015   | 2019   | 2023   |
| Partido político    | Partido político                                                                                | Ediles | Ediles | Ediles | Ediles | Ediles | Ediles | Ediles | Ediles | Ediles | Ediles | Ediles | Ediles |
|                     | Federación Socialista Asturiana (FSA-PSOE)                                                      | 4      | 3      | 6      | 4      | 4      | 3      | 3      | 3      | 4      | 3      | 3      | 4      |
|                     | Partido Comunista de España (PCE)-Izquierda Unida (IU)-Bloque por Asturies (BA)-Los Verdes (LV) | 2      | 2      | 1      | 3      | 5      | 4      | 3      | 3      | 1      | 2      | 0      | 2      |
|                     | Foro Asturias (FAC)                                                                             | —      | —      | —      | —      | —      | —      | —      | —      | 0      | 1      | 2      | 1      |
|                     | Partido Comunista de los Trabajadores de España (PCTE)                                          | —      | —      | —      | —      | —      | —      | —      | —      | —      | 2      | 2      | 0      |
|                     | Alianza Popular (AP)-Partido Popular (PP)                                                       | 0      | 1      | 0      | 1      | 0      | 2      | 1      | 3      | 4      | 1      | 0      | 0      |
|                     | Unión de Centro Democrático (UCD)-Centro Democrático y Social (CDS)                             | 4      | —      | 1      | —      | —      | —      | —      | —      | —      | —      | —      | —      |
|                     | Candidatura Independiente de Cerredo (CIC)                                                      | —      | —      | 1      | —      | —      | —      | —      | —      | —      | —      | —      | —      |
|                     | Partíu Asturianista (PAS)-Unidá Nacionalista Asturiana (UNA)                                    | —      | —      | —      | 1      | —      | 0      | —      | —      | —      | —      | —      | —      |
|                     | Unión Renovadora Asturiana (URAS)                                                               | —      | —      | —      | —      | —      | —      | 2      | —      | —      | —      | —      | —      |
|                     | Independientes                                                                                  | 1      | 3      | —      | —      | —      | —      | —      | —      | —      | —      | —      | —      |
| Total de concejales | Total de concejales                                                                             | 11     | 9      | 9      | 9      | 9      | 9      | 9      | 9      | 9      | 9      | 7      | 7      |

### Organización territorial
Al igual que sucede en el resto de Asturias el concejo está dividido en 3 parroquias, las cuales cuentan con varias entidades menores de población y cuyos nombres tradicionales en asturiano han sido oficializados:
- Cerredo (Zarréu)
- Degaña
- Tablado (Trabáu)

## Cultura

### Arte
Tiene una interesante arquitectura popular, aunque no muy abundante, entre las que distinguiremos diferentes tipos de ejemplos arquitectónicos tanto de estilo civil como de su estilo religioso.
- La casa Florencio, su estructura es de casa de dos alas en forma de “L”, con patio cerrado por un muro. Tiene un hórreo en el patio con cubierta típica de paja que fue sustituida por pizarra más fácil de mantener. En un ángulo del patio está la capilla, de pórtico cerrado, con puerta de arco de medio punto, ésta tiene mezcla de madera y reja. La capilla tiene un retablo barroco del siglo XVIII, dedicado a la Virgen del Carmen, también hay otras tallas de los siglos XIII y XIV.
- La iglesia parroquial de Santa María de Cerredo, declarada Bien de Interés Cultural. Es de nave única, cabecera cuadrada con capilla y sacristía adosada. Su estructura es de siglos diferentes ya que la cabecera es del siglo XIV, con bóveda de cañón, y del siglo XVII es la cubierta en forma de artesa de par y nudillo, esto es algo muy raro en la arquitectura asturiana. Su decoración es sencilla, son rosetas de seis pétalos inscritos en círculos, estrellas de ocho puntas y algunos animales, pintados en negro y rojo. Tiene dos retablos barrocos, dorados y policromados, uno está en el ábside y otro en la capilla lateral. El edificio está construido en sillarejo en parte revocado con pórtico cerrado a los pies.
- El Cristo del Tablado, está en la parroquia de San Luis de Tablado, talla en marfil del siglo XVI, colocada sobre una cruz de madera nudosa. El Cristo es de tres clavos, con anatomía delgada pero musculosa. Se cubre con paño de pliegues y nudo central todo él muy trabajado dando una idea de naturalidad. Está representado todavía vivo mirando hacia el cielo con la boca abierta y enseñando los dientes, estos están marcados en la figura tallándolos. Está muy trabajado el cabello y la barba. La obra se encuentra muy bien conservada, aunque los brazos no encajan en el cuerpo y le faltan varios dedos de la mano. No se sabe cómo llegó este Cristo Crucificado a la iglesia del Tablado.

### Fiestas
- Festividad de Santiago en Degaña el 25 de julio.
- Festividad de San Luis en Tablado el 19 de agosto.
- Festividad de El Salvador en Fondos de Vega el 6 de agosto.
- Festividad de San Roque en Cerredo el 16 de agosto.
- Festividad de Fátima en Degaña el 6 de septiembre.
- Festividad de Covadonga en Cerredo el 8 de septiembre.
- Festividad de San Francisco de Asís en Rebollar el 4 de octubre.